# Ergethus perditus
Ergethus perditus är en mångfotingart som beskrevs av Chamberlin 1949. Ergethus perditus ingår i släktet Ergethus och familjen orangeridubbelfotingar. Inga underarter finns listade i Catalogue of Life.